# No Time to Die (chanson)
Pour les articles homonymes, voir No Time to Die (homonymie).
Singles de Billie Eilish
Everything I Wanted
(2019) Ilomilo
(2020)
Chansons de James Bond
Writing's on the Wall
(2015)
No Time to Die est une chanson sortie en février 2020 interprétée par la chanteuse américaine Billie Eilish et co-composée avec son frère Finneas O'Connell . Il s'agit de la chanson-thème du 25e film de la saga James Bond, Mourir peut attendre (No Time to Die) de Cary Joji Fukunaga. Pour ce titre, Eilish et O'Connell remportent l'Oscar de la meilleure chanson originale en mars 2022.

## Historique
Dévoilée le 13 février 2020, la chanson est écrite et composée par Billie Eilish et son frère Finneas O'Connell lequel en est aussi le producteur avec Stephen Lipson,.
Le guitariste Johnny Marr a participé à l'enregistrement tandis que le compositeur Hans Zimmer s'est occupé des arrangements orchestraux avec Matt Dunkley,.
Billie Eilish interprète pour la première fois la chanson sur scène lors de la 40e cérémonie des Brit Awards le 18 février 2020, accompagnée de Finneas O'Connell, Johnny Marr et d'un orchestre dirigé par Hans Zimmer.
À 18 ans, Billie Eilish est la plus jeune artiste à avoir enregistré un thème officiel de James Bond.
Au Royaume-Uni, No Time to Die entre directement à la première place du classement des ventes de singles, le UK Singles Chart, ce qui en fait la seule chanson thème d'un film de James Bond à atteindre le sommet du palmarès sans que le film ne soit sur les écrans, sa sortie ayant été repoussée à l'automne 2021 dans le contexte de la pandémie de Covid-19. En une semaine, le titre se vend à 90 000 exemplaires et comptabilise 10,6 millions de streaming, réalisant la meilleure performance de tous les temps d'un thème de James Bond sur une première semaine au Royaume-Uni,.
Le titre est également numéro un en Écosse et en Irlande et entre dans le Top 5 de plusieurs pays.

## Clip
Le clip de la chanson est dévoilé le 1er octobre 2020. Entièrement en noir et blanc, la vidéo est mise en scène par Daniel Kleinman (en), qui réalise les génériques d'entrée des James Bond depuis GoldenEye (1995),,.
Les images alternent entre Billie Eilish derrière un ancien microphone et des images tirées du film montrant le couple James Bond (Daniel Craig) / Madeleine Swann (Léa Seydoux),,.

## Distinctions

### Récompenses
- Grammy Awards 2021 : Meilleure chanson écrite pour un média visuel
- Golden Globes 2022 : Meilleure chanson originale
- Oscars 2022 : Meilleure chanson originale

## Classements et certifications

### Classements hebdomadaires
| Classement (2020)                       | Meilleure position |
| --------------------------------------- | ------------------ |
| Allemagne (GfK Entertainment)           | 5                  |
| Australie (ARIA)                        | 4                  |
| Autriche (Ö3 Austria Top 40)            | 2                  |
| Belgique (Flandre Ultratop 50 Singles)  | 3                  |
| Belgique (Wallonie Ultratop 50 Singles) | 42                 |
| Canada (Canadian Hot 100)               | 11                 |
| Danemark (Tracklisten)                  | 4                  |
| Écosse (OCC)                            | 1                  |
| Espagne (PROMUSICAE)                    | 43                 |
| Estonie (Eesti Ekspress)                | 1                  |
| États-Unis (Billboard Hot 100)          | 16                 |
| États-Unis (Digital Songs)              | 1                  |
| Europe (Euro Digital Songs)             | 1                  |
| Finlande (Suomen virallinen lista)      | 3                  |
| France (SNEP)                           | 26                 |
| France (SNEP Ventes)                    | 3                  |
| Grèce (IFPI)                            | 2                  |
| Hong Kong (Metro Radio)                 | 1                  |
| Hongrie (Rádiós Top 40)                 | 1                  |
| Hongrie (Stream Top 40)                 | 1                  |
| Irlande (Irish Singles Chart)           | 1                  |
| Italie (FIMI)                           | 25                 |
| Japon (Japan Hot 100)                   | 63                 |
| Malaisie (RIM)                          | 4                  |
| Norvège (VG-lista)                      | 3                  |
| Nouvelle-Zélande (RMNZ)                 | 9                  |
| Pays-Bas (Nederlandse Top 40)           | 15                 |
| Pays-Bas (Single Top 100)               | 3                  |
| Portugal (AFP)                          | 6                  |
| Tchéquie (IFPI Rádio)                   | 1                  |
| Royaume-Uni (UK Singles Chart)          | 1                  |
| Slovaquie (IFPI Rádio)                  | 1                  |
| Suède (Sverigetopplistan)               | 3                  |
| Suisse (Schweizer Hitparade)            | 2                  |

### Certifications
| Pays                       | Certification | Unités certifiées               |
| -------------------------- | ------------- | ------------------------------- |
| Allemagne (BVMI)           | Or            | 200 000                         |
| Australie (ARIA)           | 2 × Platine   | 140 000                         |
| Autriche (IFPI)            | Platine       | 30 000                          |
| Brésil (Pro-Música Brasil) | 3 × Platine   | 120 000                         |
| Canada (Music Canada)      | 2 × Platine   | 160 000                         |
| Danemark (IFPI Danmark)    | Platine       | 90 000                          |
| Espagne (Promusicae)       | Or            | 30 000                          |
| États-Unis (RIAA)          | Platine       | 1 000 000                       |
| France (SNEP)              | Platine       | 30 000 000 (équivalent streams) |
| Grèce (IFPI Greece)        | Or            | 1 000 000 (streaming)           |
| Italie (FIMI)              | Or            | 35 000                          |
| Norvège (IFPI)             | Or            | 30 000                          |
| Nouvelle-Zélande (RMNZ)    | Platine       | 30 000                          |
| Pologne (ZPAV)             | 2 × Platine   | 100 000                         |
| Portugal (AFP)             | Platine       | 10 000                          |
| Royaume-Uni (BPI)          | Platine       | 600 000                         |